# Dla waszego dobra
Dla waszego dobra (wł. Per amor vostro) – włosko-francuski dramat filmowy z 2015 roku w reżyserii Giuseppe M. Gaudino.
Światowa premiera filmu miała miejsce 11 września 2015 roku w konkursie głównym podczas 72. MFF w Wenecji. Za rolę w filmie Valeria Golino otrzymała Puchar Volpiego dla najlepszej aktorki na tym festiwalu.

## Obsada
- Valeria Golino jako Anna Ruotolo
- Massimiliano Gallo jako Gigi Scaglione
- Adriano Giannini jako Michele Migliacco
- Elisabetta Mirra jako Santina Scaglione
- Edoardo Crò jako Arturo Scaglione
- Daria D'Isanto jako Cinzia Scaglione
- Salvatore Cantalupo jako Ciro

i inni

## Produkcja
Zdjęcia kręcono w Neapolu i San Gennaro Vesuviano.

## Nagrody i nominacje
72. MFF w Wenecji
- nagroda: Puchar Volpiego dla najlepszej aktorki − Valeria Golino
- nominacja: Złoty Lew − Giuseppe M. Gaudino

61. ceremonia wręczenia nagród David di Donatello
- nominacja: najlepsza aktorka pierwszoplanowa − Valeria Golino